# Paule Feuillet
Pour les articles homonymes, voir Feuillet.
Paule Feuillet, née Pauline Istria en Corse le 17 octobre 1939 et morte à Issy-les-Moulineaux le 8 novembre 2011, est une journaliste française.

## Biographie
Née à Pila-Canale, elle passera son enfance en Corse et à Marseille. Fille de Joseph Istria et Baptistine Léoni. Elle aura une fille, Françoise avec son premier mari, Claude Feuillet.
Après ses études, elle monte à Paris et rentre à L'Écho de la mode. Elle passera par le magazine Jacinte avant de créer Biba. Puis à la demande d'Axel Ganz, elle créa Voici, qu'elle quittera à cause du changement de style demandé par la direction.
Elle finit sa carrière au sein du Groupe Marie Claire, en participant à la création du magazine Avantages et de Famili.